# Sara Dylan
Sara Dylan (* 28. Oktober 1939 in Wilmington, Delaware als Shirley Marlin Noznisky oder Novoletsky), in erster Ehe Sara Lowndes, war von November 1965 bis Juni 1977 die erste Ehefrau von Bob Dylan und ist die Mutter des Regisseurs Jesse und des Sängers Jakob Dylan.

## Biografie

### Kindheit und Jugend
Über Sara Dylans Jugend und Familie ist wenig bekannt. Sie wurde unter dem Namen Shirley Nozinsky (oder nach Beatty Zimmermann: Noveletsky) in Wilmington am 28. Oktober 1939 geboren. Ihre Eltern waren Bessie und Isaac Nozinsky. Ihre Mutter Bessie erlitt einen Schlaganfall, als Shirley noch ein Kind war, sodass ihre Großtante Esther sich um die Familie kümmern musste. Ihr Vater, laut Al Aronowitz ein Altmetallhändler, wurde 1956 bei einem Überfall erschossen. Fünf Jahre später starb auch ihre Mutter.
Shirley arbeitete zunächst als Model, Schauspielerin, als Kellnerin in einem Playboy-Club, in der Filmproduktion und für das Magazin Time. Auf Wunsch ihres ersten Ehemannes, des Illustrierten-Fotografen Hans Lowndes, änderte sie ihren Vornamen von Shirley in Sara, da dieser mit keiner „Shirley“ verheiratet sein wollte. Laut Peter Lowndes, ihrem späteren Stiefsohn, traf Sara dann Ende 1962 in Greenwich Village auf Bob Dylan, als sie mit ihrem MG Sportwagen einfach so durch die Gegend fuhr. Dieses Treffen sei auch der Grund für die Trennung von Hans Lowndes gewesen. Sie hatte damals wohl nur eine vage Vorstellung davon, wer Dylan war, und war sicher kein Fan seiner Musik. Trotzdem stellte sie Bob Dylan und dessen Manager Albert Grossman dem Dokumentarfilmer D. A. Pennebaker vor, der später den Film Dont Look Back über Dylans England-Tournee 1965 drehen sollte.

### Ehe mit Bob Dylan
Kurz nachdem er Sara kennengelernt hatte, habe Dylan Aronowitz bereits erzählt, dass er vorhabe, sie zu heiraten. Das Paar hatte Ende 1964 mehrere romantische Rendezvous; kurze Zeit später mieteten sie verschiedene Zimmer im New Yorker Chelsea Hotel an, um in der Nähe des jeweils anderen zu sein. Dylan unterhielt zeitweise noch romantische Beziehungen zu Joan Baez und Edie Sedgwick, während er und Lowndes bereits Heiratspläne schmiedeten – möglicherweise bis kurz vor oder gar bis zu ihrem Hochzeitstag.
Das Paar wurde am 22. November 1965 in einer geheim gehaltenen Feier während einer Tourneepause getraut. Die Heirat wurde unter einem Eichenbaum auf einem Gerichtsgelände in Long Island vollzogen. Die einzigen Teilnehmer außer dem Paar waren Albert Grossmann und eine Brautjungfer für Sara. Die Hochzeit der beiden blieb selbst für einige von Dylans engsten Freunden über Monate ein Geheimnis, bis die Presse davon erfuhr.
Aus ihrer Ehe mit Bob Dylan gingen drei Söhne und eine Tochter hervor: Jesse, Anna, Samuel, und Jakob, der jüngste der Geschwister, der als Leadsänger der Band The Wallflowers bekannt wurde. Saras Tochter Maria aus erster Ehe wurde von Bob adoptiert, um auch ihr den Nachnamen Dylan zu verleihen – als einziges Familienmitglied behielt sie ihn jedoch nicht bei. Laut Dylans Biograf Howard Sounes richteten die Dylans einen Treuhandfonds ein, damit ihre Kinder niemals würden arbeiten müssen, es sei denn, dass sie dies wollten. Freunde und ihre Familie beschrieben Sara als gute und liebevolle Mutter, die das Rampenlicht mied. Ihr einziger öffentlicher Auftritt nach der Heirat mit Dylan war der in der Rolle der Clara in seinem Kino-Film Renaldo and Clara, der während der Rolling-Thunder-Revue-Tour (1975/76) gedreht wurde.
Die Ehe der beiden ging im April 1974 in die Brüche, als Bob Dylan begann, Kunstkurse bei Norman Raeben zu belegen, einem 73-jährigen russischen Immigranten und ehemaligen Boxer, der laut Dylan eng mit Soutine, Picasso und Modigliani befreundet war. Raebens Unterrichtsmethoden sollen Bobs Gedankengänge grundlegend verändert haben, so dass er später in einem Interview sagte: „Ich ging nach diesem ersten Tag nach Hause und ab diesem Tag verstand mich meine Frau nicht mehr. Damals begann unsere Ehe zu zerbrechen. Sie verstand nie, worüber ich redete, worüber ich nachdachte, und ich konnte es nicht einmal erklären.“
Die Scheidung wurde am 29. Juni 1977 abgeschlossen. Spannungen zwischen den beiden hielten noch über mehrere Jahre an, schienen die beiden jedoch zu verändern. Jedenfalls sollen beide 1983 sogar an eine neuerliche Heirat gedacht haben. Ein während der Bar-Mitzwa-Feier ihres Sohnes um 1982 von Sara in Jerusalem geschossenes Foto von Bob Dylan fand sich später auf dem Cover seines Albums Infidels. In seiner 2004 erschienenen Autobiografie Chronicles: Volume One erinnert sich Bob Dylan an Sara als „eines der lieblichsten Geschöpfe der Frauenwelt“.

## Sara Dylan in den Liedern von Bob Dylan
Sara inspirierte Bob Dylan zu mehreren Liedern, zu mindestens zweien offenbar direkt:
- Sad Eyed Lady of the Lowlands (Album: Blonde on Blonde)
- Sara (Album: Desire)

Letzteres stellte einen Versöhnungsversuch mit Sara nach der Entfremdung der beiden um 1975 dar:

„I can still hear the sound of the Methodist bells,
I had taken the cure and had just gotten through,
staying up for days in the Chelsea Hotel,
writing Sad Eyed Lady Of The Lowlands for you“

Bob Dylans Album Blood on the Tracks (1975) gilt gemeinhin als das am meisten von Sara inspirierte, gehen doch viele Fans davon aus, dass die Songs dieses Albums sich auf das Paar beziehen. Das Album wurde zu Beginn ihrer Scheidungsphase aufgenommen. Clinton Heylin, ein Biograf Dylans, geht jedoch davon aus, dass Saras Einfluss auf den lyrischen Inhalt dieses Albums oft überschätzt wurde. Auch Dylan selbst dementierte zum Veröffentlichungszeitpunkt des Albums, dass Blood on the Tracks autobiografisch sei. Jakob, der Sohn der beiden, äußerte dagegen, dass die Lieder die Gespräche seiner Eltern seien. Heylin berichtet auch, dass Bob Dylan um 1977 inspiriert von ihrer endgültigen Scheidung ein ganzes Album an Songs schrieb, die er jedoch nur privat für ausgewählte Freunde spielte und bis heute weder aufgenommen noch live gespielt hat.
Kritiker gehen davon aus, dass Sara zusätzlich zu Blonde on Blonde, Blood on the Tracks und Desire auch einzelne Lieder der Alben Bringing It All Back Home, Nashville Skyline, New Morning, Planet Waves und Street Legal inspiriert hat. Zu diesen Stücken gehören Isis, We Better Talk This Over, Abandoned Love, Down Along the Cove, Wedding Song, On a Night Like This, Somethin There Is About You, I’ll Be Your Baby Tonight, To Be Alone With You, If Not For You, Where Are You Tonight? (Journey Through Dark Heat) und Love Minus Zero/No Limit.

## Popkultur
Eine fiktionale Darstellung ihrer Ehe – sowie von Dylans Beziehung zu Suze Rotolo – wurde in dem biografischen Film I’m Not There mit Heath Ledger und Charlotte Gainsbourg  erzählt.